# Campionato europeo maschile under 17 di calcio 2019
Il campionato europeo di calcio Under-17 2019 è stata la 18ª edizione del torneo organizzato dalla UEFA.
La fase finale si è disputata in Irlanda dal 3 al 19 maggio 2019. Sono state ammesse alla fase finale 16 squadre, e al torneo hanno potuto partecipare solo i giocatori nati dopo il 1º gennaio 2002.

## Squadre qualificate
Al torneo si sono qualificate 16 squadre di cui una qualificata d'ufficio l'Irlanda poiché nazione ospitante.
| Squadra     | Metodo di qualificazione      | Partecipazioni | Ultima partecipazione | Miglior risultato             |
| ----------- | ----------------------------- | -------------- | --------------------- | ----------------------------- |
| Irlanda     | Nazione ospitante             | 5              | 2018                  | Quarti di Finale (2017, 2018) |
| Italia      | Vincitore del Gruppo 1        | 9              | 2018                  | Secondo posto (2013, 2018)    |
| Paesi Bassi | Vincitore del Gruppo 2        | 13             | 2018                  | Campione (2011, 2012, 2018)   |
| Inghilterra | Vincitore del Gruppo 3        | 14             | 2018                  | Campione (2010, 2014)         |
| Islanda     | Vincitore del Gruppo 4        | 3              | 2012                  | Fase a gironi (2007, 2012)    |
| Spagna      | Vincitore del Gruppo 5        | 13             | 2018                  | Campione (2007, 2008, 2017)   |
| Portogallo  | Vincitore del Gruppo 6        | 8              | 2018                  | Campioni (2003, 2016)         |
| Belgio      | Vincitore del Gruppo 7        | 7              | 2018                  | Semifinale (2007, 2015, 2018) |
| Francia     | Vincitore del Gruppo 8        | 12             | 2017                  | Campioni (2004, 2015)         |
| Austria     | Migliore seconda classificata | 6              | 2016                  | Terzo posto (2003)            |
| Rep. Ceca   | Migliore seconda classificata | 6              | 2015                  | Secondo posto (2006)          |
| Germania    | Migliore seconda classificata | 12             | 2018                  | Campione (2009)               |
| Grecia      | Migliore seconda classificata | 3              | 2015                  | Fase a gironi (2010, 2015)    |
| Russia      | Migliore seconda classificata | 4              | 2015                  | Campione (2006, 2013)         |
| Ungheria    | Migliore seconda classificata | 5              | 2017                  | Quarti di finale (2017)       |
| Svezia      | Migliore seconda classificata | 4              | 2018                  | Semifinale (2013)             |

## Città e stadi
| Dublino                                          | Dublino Longford Waterford Bray          | Longford                   |
| ------------------------------------------------ | ---------------------------------------- | -------------------------- |
| Tallaght Stadium                                 | Dublino Longford Waterford Bray          | City Calling Stadium       |
| Capacità: 8 183                                  | Dublino Longford Waterford Bray          | Capacità: 4 960            |
| 4 partite gironi, 1 quarto, 1 semifinale, finale | Dublino Longford Waterford Bray          | 4 partite gironi           |
|                                                  | Dublino Longford Waterford Bray          |                            |
| Waterford                                        | Dublino Longford Waterford Bray          | Bray                       |
| Waterford Regional Sports Centre                 | Dublino Longford Waterford Bray          | Carlisle Grounds           |
| Capacità: 5 500                                  | Dublino Longford Waterford Bray          | Capacità: 4 000            |
| 4 partite gironi                                 | Dublino Longford Waterford Bray          | 2 partite gironi, 1 quarto |
|                                                  | Dublino Longford Waterford Bray          |                            |
| Dublino                                          |                                          |                            |
| Tolka Park                                       | UCD Bowl                                 | Whitehall Stadium          |
| Capacità: 5 000                                  | Capacità: 3 000                          | Capacità: 2 500            |
| 2 partite gironi, 1 quarto, Spareggio mondiale   | 4 partite gironi, 1 quarto, 1 semifinale | 4 partite gironi           |
|                                                  |                                          |                            |

## Regolamento
Il torneo prevede 16 squadre partecipanti divise in 4 gironi all'italiana di 4 squadre ciascuno, che si affronteranno in partite da 90 minuti (due tempi da 45) più eventuale recupero. Le prime due classificate di ogni girone (determinate, nell'ordine, da: punti, scontri diretti, differenza-reti, reti segnate e sorteggio) accederanno alla fase ad eliminazione diretta, composta da quarti, semifinale e finale: in caso di pareggio, dopo i tempi regolamentari, si procederà a 5 tiri di rigore per squadra e, in caso di ulteriore pareggio, si continuerà con i tiri a oltranza.

## Fase a gironi

### Gruppo A

#### Classifica
| Pos. | Squadra   | Pt | G | V | N | P | GF | GS | DR |
| ---- | --------- | -- | - | - | - | - | -- | -- | -- |
| 1.   | Belgio    | 5  | 3 | 1 | 2 | 0 | 5  | 2  | +3 |
| 2.   | Rep. Ceca | 5  | 3 | 1 | 2 | 0 | 4  | 2  | +2 |
| 3.   | Irlanda   | 3  | 3 | 0 | 3 | 0 | 3  | 3  | 0  |
| 4.   | Grecia    | 1  | 3 | 0 | 1 | 2 | 1  | 6  | -5 |

| Arbitro: | Balakin |

|                      |           |              |
| Hautekiet 53’ (aut.) | Marcatori | 90+5’ Baeten |

| Arbitro: | Burchardt |

|             |           |                 |
| Everitt 58’ | Marcatori | 90+6’ Arsenidis |

| Arbitro: | Trustin |

|                                |           |  |
| Kalulika 21’ Baeten 42’, 90+1’ | Marcatori |  |

| Arbitro: | Obrenović |

|                 |           |          |
| Omobamidele 88’ | Marcatori | 63’ Sejk |

| Arbitro: | Jakubik |

|              |           |              |
| Kalulika 65’ | Marcatori | 74’ Sobowale |

| Arbitro: | Lukjančukas |

|  |           |                   |
|  | Marcatori | 53’ Sejk 65’ Pech |

### Gruppo B

#### Classifica
| Pos. | Squadra     | Pt | G | V | N | P | GF | GS | DR |
| ---- | ----------- | -- | - | - | - | - | -- | -- | -- |
| 1.   | Francia     | 7  | 3 | 2 | 1 | 0 | 7  | 3  | +4 |
| 2.   | Paesi Bassi | 6  | 3 | 2 | 0 | 1 | 7  | 4  | +3 |
| 3.   | Inghilterra | 4  | 3 | 1 | 1 | 1 | 6  | 7  | -1 |
| 4.   | Svezia      | 0  | 3 | 0 | 0 | 3 | 3  | 9  | -6 |

| Arbitro: | Jakubik |

|                         |           |  |
| Brobbey 33’ Maatsen 34’ | Marcatori |  |

| Arbitro: | Obrenović |

|                      |           |               |
| Greenwood 34’ (rig.) | Marcatori | 79’ Aouchiche |

| Arbitro: | Lukjančukas |

|                                                            |           |                                        |
| Brobbey 10’, 58’ (rig.) Bannis 35’ Hansen 45+1’ Ünüvar 61’ | Marcatori | 7’ Harwood-Bellis 34’ (rig.) Greenwood |

| Arbitro: | Robertson |

|                                      |           |                 |
| Aouchiche 22’, 40’, 45+2’ Rutter 80’ | Marcatori | 17’, 29’ Elanga |

| Arbitro: | Balakin |

|                        |           |  |
| Aouchiche 1’ Mbuku 11’ | Marcatori |  |

| Arbitro: | Eskås |

|           |           |                                      |
| Prica 28’ | Marcatori | 15’ Greenwood 76’ Jenks 80’ Gelhardt |

### Gruppo C

#### Classifica
| Pos. | Squadra    | Pt | G | V | N | P | GF | GS | DR |
| ---- | ---------- | -- | - | - | - | - | -- | -- | -- |
| 1.   | Ungheria   | 9  | 3 | 3 | 0 | 0 | 6  | 3  | +3 |
| 2.   | Portogallo | 6  | 3 | 2 | 0 | 1 | 6  | 4  | +2 |
| 3.   | Islanda    | 3  | 3 | 1 | 0 | 2 | 6  | 8  | -2 |
| 4.   | Russia     | 0  | 3 | 0 | 0 | 3 | 5  | 8  | -3 |

| Arbitro: | Eskås |

|                                                       |           |                   |
| Savinov 18’ (aut.) Gislason 28’ Gudjohnsen 32’ (rig.) | Marcatori | 64’, 79’ Golyatov |

| Arbitro: | Trustin |

|                 |           |  |
| Kosznovszky 80’ | Marcatori |  |

| Arbitro: | Balakin |

|                |           |                              |
| Ellertsson 48’ | Marcatori | 31’ Molnár 90’ (rig.) Németh |

| Arbitro: | Jakubik |

|                       |           |                      |
| Batalha 16’ Sousa 50’ | Marcatori | 68’ (rig.) Schetinin |

| Arbitro: | Robertson |

|                                             |           |                                |
| Tavares 32’ Silva 46’ Bernardo 76’ Cruz 84’ | Marcatori | 37’ Johannesson 71’ Ellertsson |

| Arbitro: | Burchardt |

|                             |           |                                    |
| Shapovalov 20’ Mutaliev 87’ | Marcatori | 33’, 90+4’ Nemeth 71’ (rig.) Major |

### Gruppo D

#### Classifica
| Pos. | Squadra  | Pt | G | V | N | P | GF | GS | DR |
| ---- | -------- | -- | - | - | - | - | -- | -- | -- |
| 1.   | Italia   | 9  | 3 | 3 | 0 | 0 | 9  | 3  | +6 |
| 2.   | Spagna   | 6  | 3 | 2 | 0 | 1 | 5  | 4  | +1 |
| 3.   | Germania | 3  | 3 | 1 | 0 | 2 | 4  | 5  | -1 |
| 4.   | Austria  | 0  | 3 | 0 | 0 | 3 | 2  | 8  | -6 |

| Arbitro: | Lukjančukas |

|                                 |           |  |
| Santos 33’ Navarro 36’ Pino 41’ | Marcatori |  |

| Arbitro: | Robertson |

|           |           |                                       |
| Beier 15’ | Marcatori | 27’ Bonfanti 81’ Esposito 90’ Giovane |

| Arbitro: | Eskås |

|                   |           |  |
| Moreno 78’ (rig.) | Marcatori |  |

| Arbitro: | Burchardt |

|                                |           |           |
| Esposito 34’ (rig.) Panada 79’ | Marcatori | 89’ Pross |

| Arbitro: | Obrenović |

|                                                               |           |             |
| Colombo 22’ (rig.) Moretti 49’ Pirola 66’ Esposito 89’ (rig.) | Marcatori | 45’ Soriano |

| Arbitro: | Trustin |

|             |           |                                           |
| Pehlivan 7’ | Marcatori | 48’ Obuz 53’ (rig.) Samardzic 67’ Adeyemi |

## Fase ad eliminazione diretta
|  | Quarti di finale | Quarti di finale | Quarti di finale |        |             | Semifinali  | Semifinali | Semifinali |  |  | Finale | Finale | Finale |  |
|  |                  |                  |                  |        |             |             |            |            |  |  |        |        |        |  |
|  | 1A. Belgio       | 1A. Belgio       | 0                |        |             |             |            |            |  |  |        |        |        |  |
|  | 1A. Belgio       | 1A. Belgio       | 0                |        |             |             |            |            |  |  |        |        |        |  |
|  | 2B. Paesi Bassi  | 2B. Paesi Bassi  | 3                |        |             |             |            |            |  |  |        |        |        |  |
|  | 2B. Paesi Bassi  | 2B. Paesi Bassi  | 3                |        | Paesi Bassi | Paesi Bassi | 1          |            |  |  |        |        |        |  |
|  |                  |                  |                  |        | Paesi Bassi | Paesi Bassi | 1          |            |  |  |        |        |        |  |
|  |                  |                  | Spagna           | Spagna | 0           |             |            |            |  |  |        |        |        |  |
|  | 1C. Ungheria     | 1C. Ungheria     | Spagna           | Spagna | 0           | 1 (4)       |            |            |  |  |        |        |        |  |
|  | 1C. Ungheria     | 1C. Ungheria     |                  |        |             |             |            |            |  |  |        |        |        |  |
|  | 2D. Spagna       | 2D. Spagna       | 1 (5)            |        |             |             |            |            |  |  |        |        |        |  |
|  | 2D. Spagna       | 2D. Spagna       | 1 (5)            |        | Paesi Bassi | Paesi Bassi | 4          |            |  |  |        |        |        |  |
|  |                  |                  |                  |        |             |             |            |            |  |  |        |        |        |  |
|  |                  |                  | Italia           | Italia | 2           |             |            |            |  |  |        |        |        |  |
|  | 1B. Francia      | 1B. Francia      | Italia           | Italia | 2           | 6           |            |            |  |  |        |        |        |  |
|  | 1B. Francia      | 1B. Francia      |                  |        |             |             |            |            |  |  |        |        |        |  |
|  | 2A. Rep. Ceca    | 2A. Rep. Ceca    | 1                |        |             |             |            |            |  |  |        |        |        |  |
|  | 2A. Rep. Ceca    | 2A. Rep. Ceca    | 1                |        | Francia     | Francia     | 1          |            |  |  |        |        |        |  |
|  |                  |                  |                  |        | Francia     | Francia     | 1          |            |  |  |        |        |        |  |
|  |                  |                  | Italia           | Italia | 2           |             |            |            |  |  |        |        |        |  |
|  | 1D. Italia       | 1D. Italia       | Italia           | Italia | 2           | 1           |            |            |  |  |        |        |        |  |
|  | 1D. Italia       | 1D. Italia       |                  |        |             |             |            |            |  |  |        |        |        |  |
|  | 2C. Portogallo   | 2C. Portogallo   | 0                |        |             |             |            |            |  |  |        |        |        |  |

## Quarti di finale
| Arbitro: | Burchardt |

|                                                            |           |              |
| Millot 30’ Aouchiche 36’, 45+2’, 75’, 88’ (rig.) Nsona 80’ | Marcatori | 90+5’ Ritter |

| Arbitro: | Obrenović |

|  |           |                                        |
|  | Marcatori | 27’ Hansen 40’ Salah-Eddine 74’ Hoever |

| Arbitro: | Lukjančukas |

|            |           |  |
| Tongya 26’ | Marcatori |  |

| Arbitro: | Trustin |

|                                           |                      |                                       |
| Ominger 50’                               | Marcatori            | 11’ J. Escobar                        |
| Komáromi Major Ominger Posztobányi Németh | Tiri di rigore 4 – 5 | Valera Navarro Gomez Rico Pico Moreno |

### Ranking delle squadre sconfitte ai quarti di finale
Le due migliori squadre sconfitte ai quarti di finale disputano una partita di spareggio per la qualificazione al Campionato mondiale di calcio Under-17 2019. Il loro ranking viene stabilito come segue:
1. Piazzamento nel girone (le prime classificate hanno la precedenza rispetto alle seconde)
2. Maggior numero di punti nel girone
3. Miglior differenza reti nel girone
4. Maggior numero di goal segnati reti nel girone
5. Migliore differenza reti nei quarti di finale
6. Maggior numero di goal segnati reti nei quarti di finale
7. Numero di punti disciplinari nel girone e nei quarti
8. Coefficiente UEFA nelle qualificazioni all'europeo
9. Sorteggio

| Pos. | Squadra    | Pt | G | V | N | P | GF | GS | DR |
| ---- | ---------- | -- | - | - | - | - | -- | -- | -- |
| 1.   | Ungheria   | 9  | 3 | 3 | 0 | 0 | 6  | 3  | +3 |
| 2.   | Belgio     | 5  | 3 | 1 | 2 | 0 | 5  | 2  | +3 |
| 3.   | Portogallo | 6  | 3 | 2 | 0 | 1 | 6  | 4  | +2 |
| 4.   | Rep. Ceca  | 5  | 3 | 1 | 2 | 0 | 4  | 2  | +2 |

| Arbitro: | Jakubik |

|                                       |                      |                                    |
| Komáromi 61’                          | Marcatori            | 56’ Kalulika                       |
| Komáromi Szalay Molnár Major Zuigeber | Tiri di rigore 5 – 4 | Sardella Nizet De Wolf Baeten Doku |

## Semifinali
| Arbitro: | Robertson |

|              |           |  |
| Taabouni 89’ | Marcatori |  |

| Arbitro: | Balakin |

|            |           |                           |
| Millot 41’ | Marcatori | 45+1’ Esposito 81’ Udogie |

## Finale
| Arbitro: | Eskås |

|                                              |           |                  |
| Hansen 20’ Bannis 37’ Maatsen 45’ Ünüvar 70’ | Marcatori | 56’, 89’ Colombo |

## Classifica marcatori

### 9 reti
- Adil Aouchiche (1 rig.)

### 4 reti
- Sebastiano Esposito (2 rig.)

### 3 reti
- Thibo Baeten
- Chris Kalulika
- Lorenzo Colombo (1 rig.)

- Sam Greenwood (2 rig.)
- Brian Brobbey (1 rig.)
- Sontje Hansen

- András Németh (1 rig.)

### 2 reti
- Enzo Millot
- Mikael Ellertsson

- Vaclav Sejk
- Ilya Golyatov
- Yéremi Santos

- Anthony Elanga
- Ian Maatsen

### 1 rete
- Deniz Pehlivan
- Josef Pross
- Nathanael Mbuku
- Kelian Nsona Wa Saka
- Georginio Rutter
- Karim Adeyemi
- Maxilimian Beier
- Marvin Obuz
- Lazar Samardzic (1 rig.)
- Dimitrios Arsenidis
- Joe Gelhardt
- Taylor Harwood-Bellis
- Teddy Jenks
- Matt Everitt
- Andrew Omobamidele
- Oluwatimilehin Sobowale
- Mikael Ellertsson
- Jón Gísli Eyland Gislason
- Andri Guðjohnsen (1 rig.)

- Ísak Bergmann Jóhannesson
- Nicholas Bonfanti
- Samuel Giovane
- Lorenzo Moretti
- Simone Panada
- Lorenzo Pirola
- Franco Tongya
- Destiny Udogie
- Naoufal Bannis
- Ki-Jana Hoever
- Anass Salah-Eddine
- Naci Ünüvar
- Mohamed Taabouni
- Paulo Bernardo
- Filip Cruz
- Gonçalo Marques
- Fábio Silva

- Gerson Sousa
- Bruno Tavares
- David Pech
- Adam Ritter
- Aslan Mutaliev
- Kirill Schetinin (1 rig.)
- Yegor Shapovalov
- Mario Carreno
- Jordi Escobar
- Pablo Moreno
- Roberto Navarro
- Tim Prica
- György Komáromi
- Márk Kosznovszky
- Sámuel Major (1 rig.)
- Rajmund Molnár
- Gergő Ominger

### Autoreti
- Mathias De Wolf (1 pro  Rep. Ceca)
- Francesco Lamanna (1 pro  Paesi Bassi)

- Andrei Savinov (1 pro Islanda)